# Merovo
Merovo (makedonsky: Мерово, albánsky: Merovë) je vesnice v Severní Makedonii. Nachází se v opštině Želino v Položském regionu.

## Geografie
Merovo se nachází v oblasti Položská kotlina, leží na horním toku řeky Suvodolica a na severních svazích hory Suva Gora.

## Historie
Podle záznamů Vasila Kančova z roku 1900 zde žilo 165 muslimů.
V roce 1929 zde bylo zaznamenáno 70 domů a 376 albánských obyvatel.

## Demografie
Podle sčítání lidu z roku 2021 žije ve vesnici 544 obyvatel. Etnické skupiny jsou:
- Albánci – 515
- ostatní – 29

| Rok          | 1900 | 1929 | 1948 | 1953 | 1961 | 1971 | 1981 | 1994 | 2002 | 2021 |
| ------------ | ---- | ---- | ---- | ---- | ---- | ---- | ---- | ---- | ---- | ---- |
| Obyvatelstvo | 165  | 376  | 495  | 528  | 578  | 718  | 800  | 918  | 901  | 544  |